# EB/Streymur
EB/Streymur är en färöisk fotbollsklubb från Streymnes och Eiði. Klubben bildades den 23 januari 1993. 

## Meriter
- Inhemska mästare:[1]
  - Vinnare (2): 2008, 2012
- Färöiska cupen:[2]
  - Vinnare (4): 2007, 2008, 2010, 2011
  - Finalister (3): 2009, 2012, 2013

## Placering tidigare säsonger
| Säsong | Nivå | Liga            | Placering | Webbplats | Kommentar                      |
| ------ | ---- | --------------- | --------- | --------- | ------------------------------ |
| 2005   | 1    | Vodafonedeildin | 5         | [ 3 ]     |                                |
| 2006   | 1    | Vodafonedeildin | 2         | [ 4 ]     |                                |
| 2007   | 1    | Vodafonedeildin | 2         | [ 5 ]     | Färöiska cupen: CUP            |
| 2008   | 1    | Vodafonedeildin | 1         | [ 6 ]     | Färöiska cupen: CUP            |
| 2009   | 1    | Vodafonedeildin | 2         | [ 7 ]     | Färöiska cupen: finalister     |
| 2010   | 1    | Vodafonedeildin | 2         | [ 8 ]     | Färöiska cupen: CUP            |
| 2011   | 1    | Vodafonedeildin | 2         | [ 9 ]     | Färöiska cupen: CUP            |
| 2012   | 1    | Effodeildin     | 1         | [ 10 ]    | Färöiska cupen: finalister     |
| 2013   | 1    | Effodeildin     | 5         | [ 11 ]    | Färöiska cupen: finalister     |
| 2014   | 1    | Effodeildin     | 5         | [ 12 ]    |                                |
| 2015   | 1    | Effodeildin     | 10        | [ 13 ]    | Nedflyttad till 1. deild       |
| 2016   | 2    | 1. deild        | 1         | [ 14 ]    | Uppflyttad till Premier League |
| 2017   | 1    | Effodeildin     | 7         | [ 15 ]    |                                |
| 2018   | 1    | Betrideildin    | 8         | [ 16 ]    |                                |
| 2019   | 1    | Betrideildin    | 9         | [ 17 ]    |                                |
| 2020   | 1    | Betrideildin    | 7         | [ 18 ]    |                                |
| 2021   | 1    | Betrideildin    | 7         | [ 19 ]    |                                |
| 2022   | 1    | Betrideildin    | 5         | [ 20 ]    |                                |
| 2023   | 1    | Betrideildin    | 6         | [ 21 ]    |                                |
| 2024   | 1    | Betrideildin    | 7         | [ 22 ]    |                                |

### Fotnoter
1. ↑  http://www.rsssf.com/tablesf/farchamp.html
2. ↑  http://www.rsssf.com/tablesf/farcuphist.html
3. ↑  http://www.rsssf.com/tablesf/far05.html
4. ↑  http://www.rsssf.com/tablesf/far06.html
5. ↑  http://www.rsssf.com/tablesf/far07.html
6. ↑  http://www.rsssf.com/tablesf/far08.html
7. ↑  http://www.rsssf.com/tablesf/far09.html
8. ↑  http://www.rsssf.com/tablesf/far2010.html
9. ↑  http://www.rsssf.com/tablesf/far2011.html
10. ↑  http://www.rsssf.com/tablesf/far2012.html
11. ↑  http://www.rsssf.com/tablesf/far2013.html
12. ↑  http://www.rsssf.com/tablesf/far2014.html
13. ↑  http://www.rsssf.com/tablesf/far2015.html
14. ↑  http://www.rsssf.com/tablesf/far2016.html#1d
15. ↑  http://www.rsssf.com/tablesf/far2017.html
16. ↑  http://www.rsssf.com/tablesf/far2018.html
17. ↑  http://www.rsssf.com/tablesf/far2019.html
18. ↑  http://www.rsssf.com/tablesf/far2020.html
19. ↑  http://www.rsssf.com/tablesf/far2021.html
20. ↑  http://www.rsssf.com/tablesf/far2022.html
21. ↑  http://www.rsssf.com/tablesf/far2023.html
22. ↑  http://www.rsssf.com/tablesf/far2024.html